# Џејмс Хонг
Џејмс Хонг (кин. 吳漢章, упрош. 吴汉章, енгл. James Hong, пин'јин: Wú Hànzhāng, варијанта: Ву Ханжанг; Минеаполис, Минесота, 22. фебруара 1929) је амерички филмски, телевизијски и позоришни глумац, кинеског порекла, познат по епизодним улогама у бројним, успешним филмовима: Кинеска четврт, Истребљивач, Велике невоље у малој Кини, Танго и Кеш, Све у исто време, серијалу анимираних филмова Кунг Фу Панда. Хонгова каријера траје 50 година и укључује више од 350 улога у филму, телевизији и видео играма.

## Лични живот и каријера
Хонг је рођен у Минеаполису, Минесота. Основно образовање стекао је у Хонг Конгу, а затим се вратио у Сједињене Државе када је имао десет година. Хонг је почео да студира грађевинарство на Универзитету Јужне Калифорније, али је касније постао заинтересован за глуму. По завршетку факултета, био је инжењер за изградњу путева у Лос Анђелесу. Отприлике око 7,5 година, снимао је током празника. Након неколико успеха Хонг је одлучио да престане са инжењерингом да би се потпуно посветио својој глумачкој каријери.
Хонг је познат по својим улогама у разним холивудским филмовима, као што је Кинеска четврт (1974), Има ли пилота у авиону (1980), Ханибал Чу у Истребљивачу (1982), Давид Ло Пан у Велике невоље у малој Кини (1986), Џеф Вонг у Вејнов свет 2 (1993), Мастер Хонг у Ватрене лопте (2007), и Р.И.П.Д. Пандури за мртваке (2013). Познато је Хонгово гостовање у комедији Сајнфелд, где је глумио улогу мајке у епизоди "Кинески ресторан". Као гласовни глумац, Хонг је глумио Чи Фуа у Мулану (1998), Даолон Вонга у телевизијској серији Џеки Ченове авантуре (2002—2004) и г. Пинга у франшизи Кунг Фу Панда, поред неколико улога у видео играма укључујући и Sleeping Dogs и Call of Duty: Black Ops II (оба 2012). Хонг је такође тумачио неколико ликова у анимираној серији Аватар: Последњи владар ветрова.